# Terra de Palmer

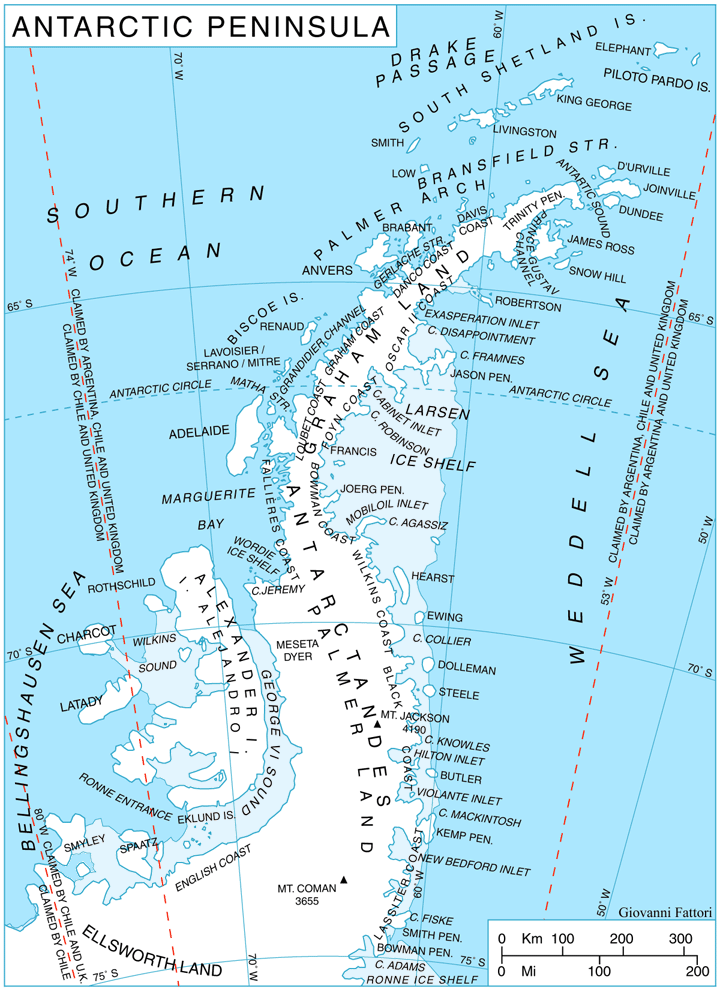
Mapa da Península Antártica, com a Terra de Palmer visível justamente abaixo da Terra de Graham

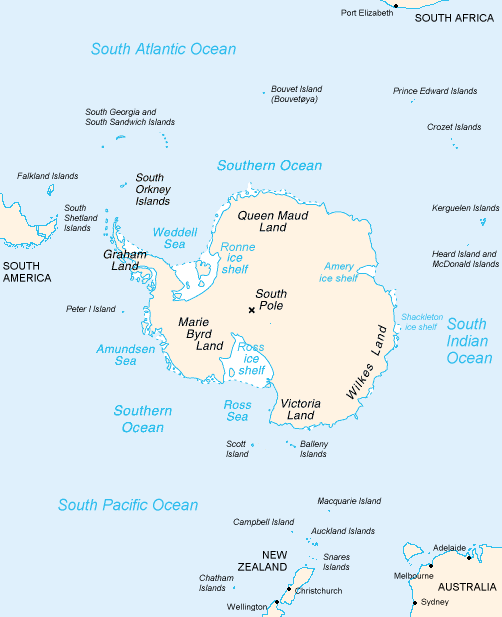
A Península Antártica, com a Terra de Palmer não rotulada, é visível no lado esquerdo deste mapa do continente da Antártica

A Terra de Palmer (71° 30′ S, 65° 00′ O) é a porção da Península Antártica que se encontra ao sul de uma linha se juntando ao Cabo Jeremy e ao Cabo Agassiz. Esta aplicação da Terra de Palmer está consistente com o acordo de 1964 entre o US-ACAN (Comitê Consultivo de Nomes Antárticos) e o UK-APC, no qual o nome da Península Antártica foi aprovado para a maior península da Antártica, e os nomes Terra de Graham e Terra de Palmer para as porções do norte e do sul, respectivamente.
Esta característica foi batizada com o nome do Capitão Nathaniel B. Palmer; um caçador de focas americano que explorou a área da Península Antártica em direção ao sul da Ilha Decepção no Hero em novembro de 1820.
1. ↑  
Howgego, Raymond (2004). Encyclopedia of Exploration (Part 2: 1800 to 1850). [S.l.]: Potts Point, NSW, Australia: Hordern House